# Stacey Jones

a Compétitions nationales et continentales officielles uniquement.

b Matchs officiels uniquement.
Stacey Jones (surnommé the little general) est un ancien joueur néo-zélandais de rugby à XIII, né le 7 mai 1976 à Auckland, Nouvelle-Zélande. Il mesure 1,65 m et pèse 82 kg. Il a joué pour les New Zealand Warriors, les Dragons Catalans et l'équipe nationale de Nouvelle-Zélande. Son poste de prédilection est demi de mêlée.

## Carrière
Il demeure le plus grand joueur néo-zélandais de l'histoire du rugby à XIII. Il a commencé sa carrière professionnelle en 1995 chez les Auckland Warriors. Il y restera 11 saisons et y deviendra le joueur/capitaine emblématique. Il atteindra la finale de la National Rugby League en 2002 qu'il perdra face aux Sydney Roosters, malgré un superbe essai. La même année, il est élu meilleur joueur au monde.
En 2005, il décide de quitter la Nouvelle-Zélande pour aller jouer en France chez les Dragons Catalans, au grand désespoir de tous ses fans néo-zélandais mais pour le plus grand plaisir de ses fans européens. En hommage, il est décoré par le 1er ministre néo-zélandais de l'Ordre National du Mérite pour l'ensemble de sa carrière et avoir porté haut les couleurs de la Nouvelle-Zélande.
En novembre 2005, alors qu'il avait pris sa retraite internationale, il endosse à nouveau le maillot de l'équipe nationale néo-zélandaise "Les Kiwis". Avec succès, puisqu'il est le grand artisan de la victoire surprise des Kiwis face aux "Kangaroos" lors de la finale du Tri-Nations de rugby à XIII. 
Il dispute son premier match avec les Dragons Catalans, le 11 février 2006, face aux Wigan Warriors, par une victoire sur le score de 38 à 30. Le match suivant, face aux Salford Reds, il est victime d'une fracture de l'avant-bras qui le tiendra éloigné des terrains pendant trois mois.
En 2007, après avoir emmené son club jusqu'en finale de la Challenge Cup (perdue 30-8 face à St Helens RLFC), il annonce à la presse qu'il mettra un terme à sa  carrière à la fin de la saison de Super League 2007, malgré la prolongation de contrat signé avec les Dragons. Il jouera son dernier match pour les Dragons, le 15 septembre 2007 sur une ultime victoire face aux London Harlequins (30-14) pour laquelle il contribuera à hauteur de 10 pts (5 transformations).
En novembre 2008, il décide de rejouer pour les New Zealand Warriors. En 2010, il prend sa retraite de joueur et entraine un club néo-zélandais, Point Chevalier Pirates où il joua à l'âge de 9 ans.

## Clubs
- 1995-2005 : New Zealand Warriors (238 matchs et 75 essais)
- 2006-2007 : Dragons Catalans (39 matches, 11 essais, 43 buts, 3 drops en Super League)
- 2009 : New Zealand Warriors

## Équipe nationale
- 41 tests
- 2 Coupes du monde
- 2 Tri-Nations (1999 et 2005)

## Palmarès
- Collectif :
  - Finaliste Challenge Cup 2007
  - Tri-Nations 2005
  - Finaliste de la National Rugby League en 2002

- Individuel : 
  - Élu Golden Boot  : 2002.